# Campionati mondiali juniores di slittino 1988
I Campionati mondiali juniores di slittino 1988 si sono disputati a Valdaora, in Italia, dal 20 al 24 gennaio 1988. Il tracciato, ora dismesso, della località alto-atesina (in tedesco Olang) ospita la manifestazione iridata di categoria per la prima volta.

## Podi[1][2]
| Evento         | Oro                       | Tempo | Argento                  | Tempo | Bronzo                      | Tempo |
| Singolo Uomini | Kurt Brugger              |       | Wilfried Huber           |       | Gerhard Plankensteiner      |       |
| Singolo Donne  | Gerda Weissensteiner      |       | Dana Riedel              |       | Svetlana Vargas             |       |
| Doppio         | Marco Ernst Olaf Paschold |       | Jason Mully Lance Kirley |       | Kurt Brugger Wilfried Huber |       |

## Medagliere
| Posiz. | Nazione          | Oro | Argento | Bronzo | Totale |
| ------ | ---------------- | --- | ------- | ------ | ------ |
| 1      | Italia           | 2   | 1       | 2      | 5      |
| 2      | Germania Est     | 1   | 1       | 0      | 2      |
| 3      | Stati Uniti      | 0   | 1       | 0      | 1      |
| 4      | Unione Sovietica | 0   | 0       | 1      | 1      |